# Dinastia salomonide
La dinastia salomonide è stata la casa reale tradizionale dell'Etiopia. Fondata da Yekuno Amlak, secondo invece la Gloria dei Re discenderebbe da Menelik I, tradizionalmente considerato il figlio primogenito della Regina di Saba Makeda e del re d'Israele Salomone (nato nel 1011 a.C. circa), rendendo quindi la dinastia la più antica al mondo.

## Storia

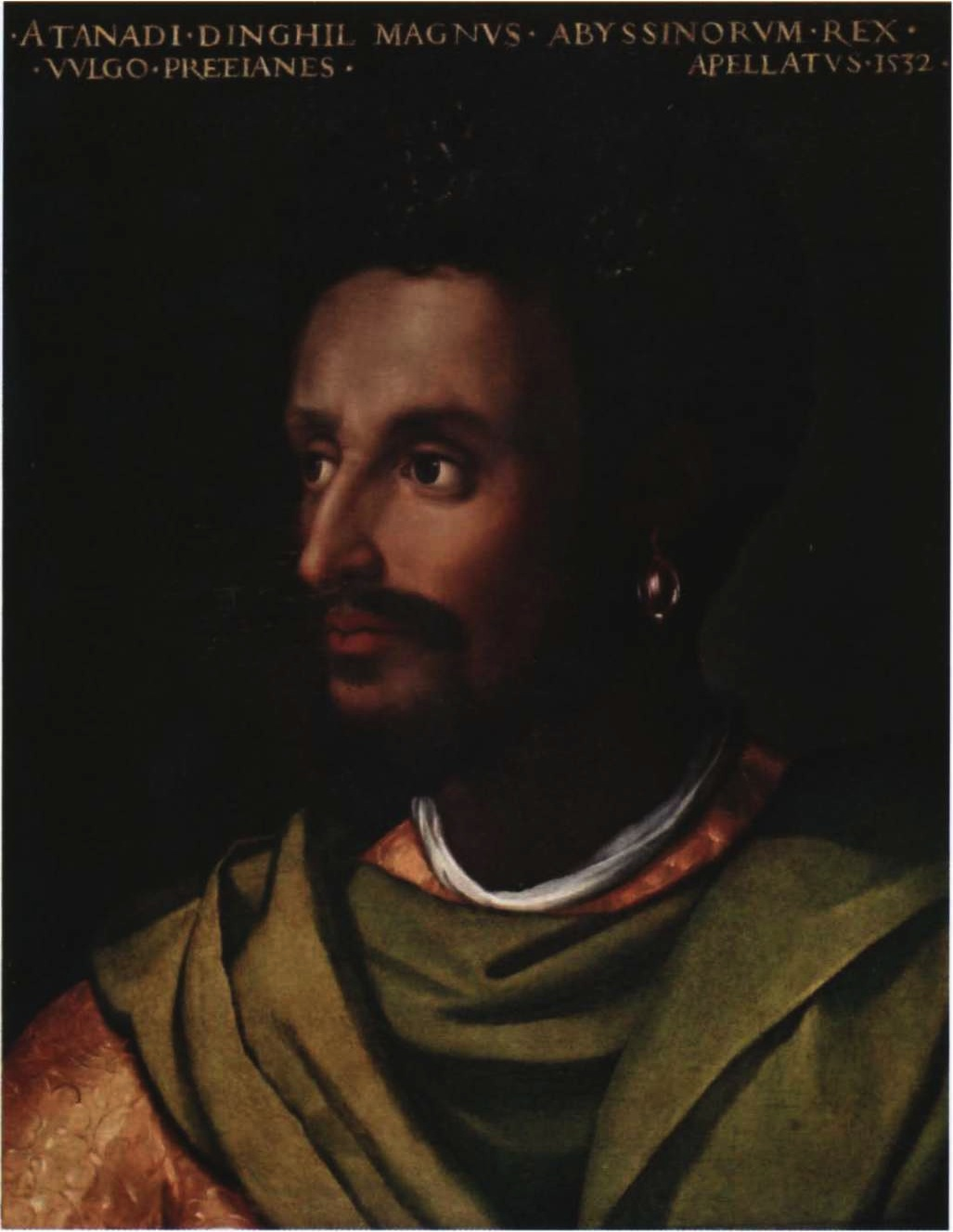
L'imperatore Davide II

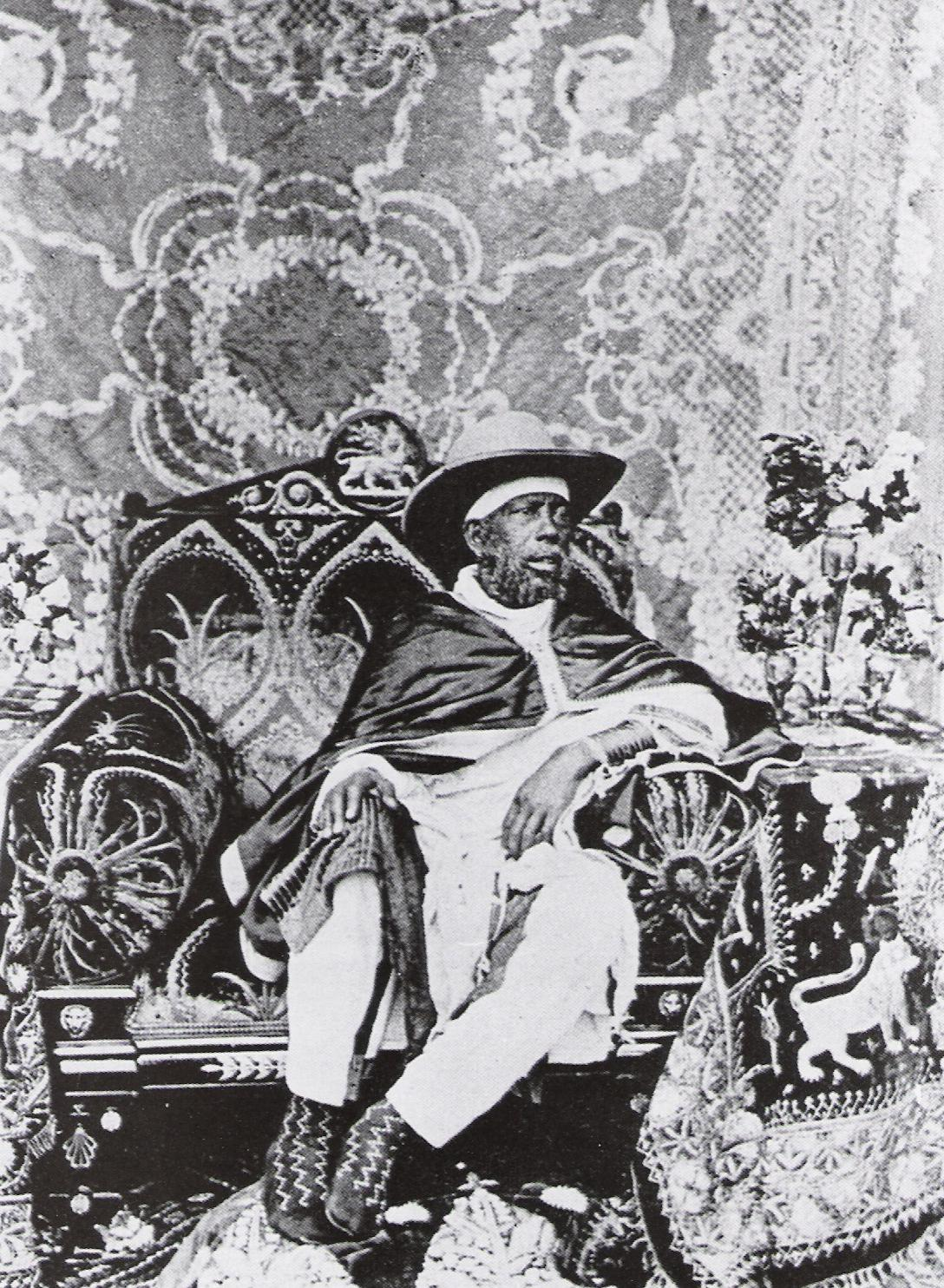
L'imperatore Menelik II

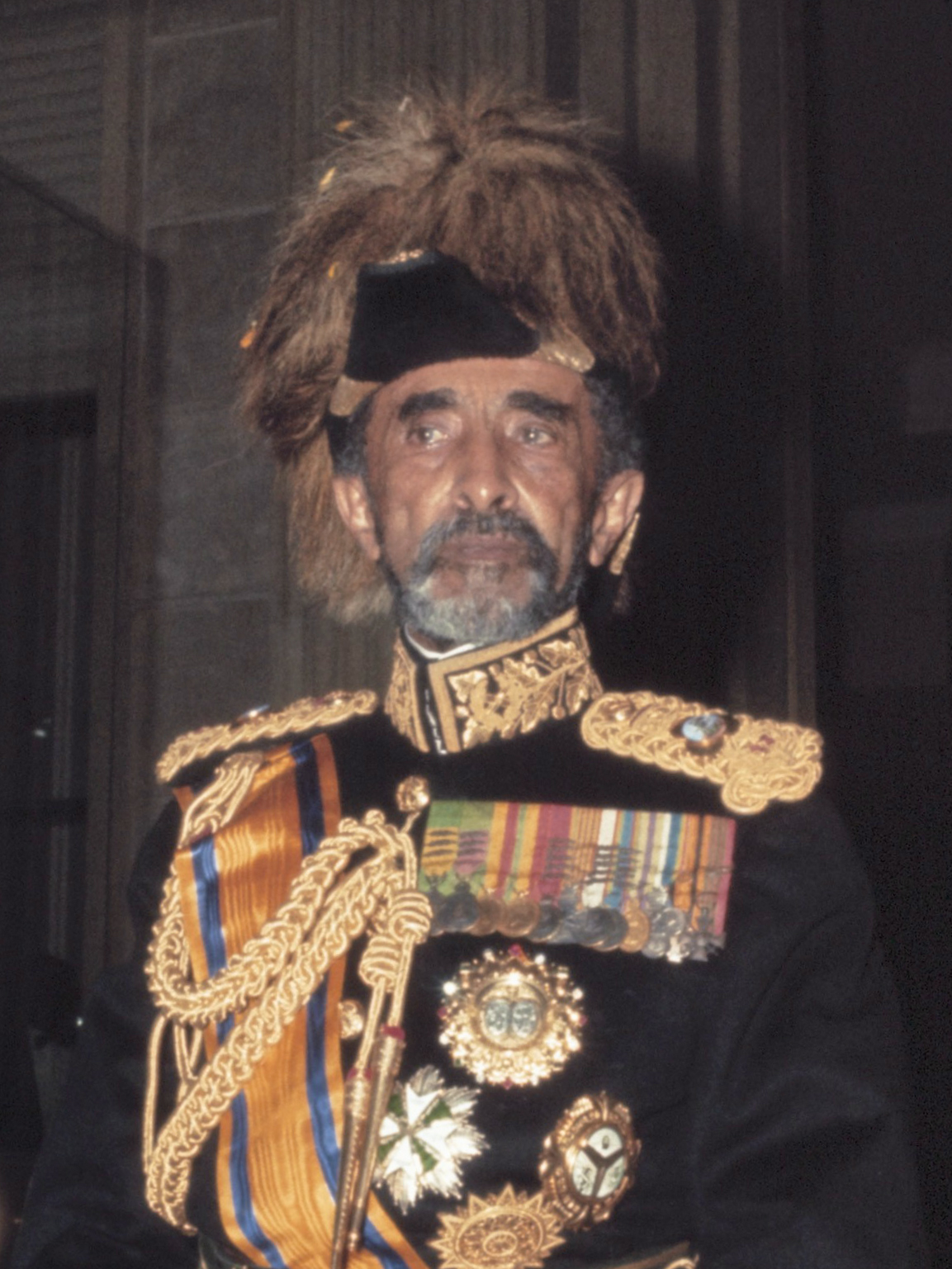
L'imperatore Hailé Selassié nel 1969

Il capostipite della dinastia, il principe Yekuno Amlak, dell'etnia Amhara, salì al potere quando rovesciò l'ultimo sovrano della dinastia Zaguè, il 10 agosto 1270. Alla sua morte, avvenuta nel 1285, gli succedette il figlio Yagbéa-Syon. Nel 1328 l'imperatore Amda Seyon I conquista il sultanato di Fatajar e Ifat.
Il figlio di Amda Seyon, Saifa-Arad, salì al trono nel 1344 e con lui l'impero acquisì un tale prestigio da diventare il protettore ufficiale del Patriarcato di Alessandria.
Nei successivi due secoli l'impero continuò a combattere con i vicini regni musulmani. Nel 1536, durante il regno di Dawit II, l'Abissinia viene completamente sottomessa dall'imam di Harrar. Nel 1543, il figlio di Dawit II, l'imperatore Atsnaf Sagad I, con l'aiuto di un contingente portoghese riesce a sgominare gli invasori e ad uccidere il signore di Harrar. Il 23 marzo del 1559, l'imperatore è sconfitto dai sultanati dell'est, alleati degli oromo, presso Fatajar e decapitato: la sua testa venne prima portata ad Harrar e presentata alla vedova di Gragn, quindi esposta per tre anni in cima a una colonna.
Nel 1621 i gesuiti convinsero l'imperatore Malak Sagad III a far aderire l'Etiopia al rito romano, accettando la supremazia del papa. Ma nel 1632 il malcontento popolare sfociò in una vera e propria guerra civile, che si concluse con la sconfitta dell forze imperiali e l'abdicazione dell'imperatore in favore di suo figlio Fāsiladas, che ristabilì la religione cristiana etiope ed espulse i gesuiti.
Il 7 maggio 1769, con la deposizione dell'imperatore Iyoas I da parte del Ras Mikael Sehul, ebbe inizio l'Era dei Principi, caratterizzata da una forte instabilità politica e sociale e lotte per il potere tra i vari ras feudali.
Nel 1855 il Ras di Qwara Kassa Hailou riunificò l'impero e venne incoronato con il nome di Teodoro II. Il nuovo sovrano, non appartenente alla dinastia salomonica, inaugurò un importante processo di modernizzazione dello stato etiope. Con la salita al potere di Menelik II nel 1889, si ristabilì la continuità dinastica sul trono d'Etiopia.
Nel 1930 salì al potere Hailé Selassié, il cui regno nel 1936 subì l'invasione del Regno d'Italia; e per cinque anni Hailé Selassié visse rifugiato in esilio in Gran Bretagna,, per poi ritornare in Etiopia e riprendere il potere.
Negli anni settanta il Negus, ormai ottantenne, negò l'esistenza della carestia che stava decimando le regioni di Wollo e del Tigrè rifiutandosi di intervenire. Per l'esercito, già da anni in agitazione, fu il pretesto per agire: nel 1974 mise in atto un colpo di Stato che rovesciò la monarchia, incarcerando l'imperatore e proclamando la nascita del Derg. Inizialmente la giunta militare offrì il titolo di Re al figlio di Hailè Selassiè, ma, dopo un suo duro comunicato radio diffuso dall'Inghilterra (dove era in esilio) contro i generali etiopi, essa venne ritirata.
I membri della famiglia imperiale che si trovavano in Etiopia vennero sistematicamente incarcerati, per essere rilasciati tutti solo nel 1989; nell'aprile dello stesso anno al principe ereditario Asfaw Wossen venne conferito il titolo di "Imperatore d'Etiopia", dai membri della comunità etiope a Londra. Nel 1991 il regime del Derg venne abbattuto dai ribelli dell'EPRDF che proclamarono la nascita della repubblica e Amha Selassie fondò il Moa Anbessa Party per promuovere la restaurazione della monarchia in Etiopia e quindi il suo ritorno in patria; tuttavia, nonostante i suoi sforzi, la Costituzione del 1995  riconfermò l'abolizione dell'istituto monarchico per l'Etiopia.
Nel 1992 furono rinvenuti, sepolti sotto una latrina del palazzo di Menelik II, i resti di Hailé Selassié, che furono recuperati e nel 2000 traslati solennemente nella cattedrale della Santissima Trinità di Addis Abeba, nella cui cripta si trovavano già le spoglie di Amhà Selassié.
Nel 1997 moriva dopo una lunga malattia lo stesso Amha Selassie che venne seppellito con tutti gli onori nella cattedrale della Santa Trinità di Addis Abeba alla presenza del patriarca d'Etiopia Abuna Paulos: suo figlio, Zera Iacob Amhà Selassié divenne il capo della famiglia imperiale salomonica.

## Genealogia (1790-2010)
```
Sahle Selassié
 (1795-1847)
= Woizero Bezabesh
│
├── 
Haile Melekot
 (1824-1855)
│    = Ejigayehu
│    │
│    └── 
Menelik II
 (1844-1913)
│        = Altash Tewodros
│        = Befana Gatchew
│        = 
Taytu Betul

│        + Abechi
│        │
│        └── 
Zewditu I
 (1876-1930)
│               = 
Araya Selassie Yohannes

│               = 
Gugsa Welle

│
│        + ?
│        │
│        └── Shoagarad Menelik (1867-?)
│            = Wedadjo Gobena
│            │
│            └── Wosan Seged
│
│            = 
Mikael di Wello

│            │
│            ├── Zenebework
│            │
│            └── 
Iyasu V
 (1895-1935)
│
├── Seyfu (1828-?)
│
└── Tenagnework
    = Woldemikael Guddessa
    │
    ├── Haylie Guddisa
    │
    └── 
Ras Mekonnen Welde Mikaél
 (1852-1906)
        = Yeshimebet Ali
        │
        └── 
Hailé Selassié I
 (1892-1975)
            = 
Menen Asfaw

            │
            ├── 
Tenagnework
 (1916-2003)
            │   = 
Destà Damtù

            │
            ├── 
Amha Selassie I
 (1916-1997)
            │   = 
Wolete Israel Seyoum

            │   │
            │   └── 
Ijigayehu
 (1933-1977)
            │
            │   = 
Medferiashwork Abebe

            │   │
            │   ├── Maryam Senna
            │   │   = Seyfu Zewde
            │   │
            │   ├── Sehin Azebe
            │   │
            │   ├── Sifrash Bizu
            │   │
            │   └── 
Zera Yacobe
 (1953-viv.)
            │       = ?
            │       │
            │       └── Lideta
            │
            ├── 
Tsehai
 (1919-1942)
            │
            ├── 
Zenebework
 (1918-1933)
            │   = 
Haile Selassie Gugsa

            │
            ├── 
Makkonen
 (1923-1957)
            │   = Sarah Zigaw
            │   │
            │   ├── Wossen Seged
            │   │
            │   ├── Mikael
            │   │
            │   ├── Tefferi
            │   │
            │   ├── Beede Mariam
            │   │
            │   └── Dawit
            │
            └── 
Sahle
 (1931-1962)
                = Mahisente Habte Mariam
                │
                └── 
Ermias
 (1960-viv.)
                    = Gelila Fiseha
                    │
                    ├── Christian
                    │
                    └── Rafael
= Woizero Bezabesh
│
└── Hailé Mikael (1827-?)
```